# Mitsuo Ogasawara
Mitsuo Ogasawara (Morioka (Iwate, Japan), 5. travnja 1979.) bivši je japanski nogometaš.

## Klupska karijera
Igrao je za klubove Kashima Antlers i Messinu.

## Reprezentativna karijera
Za japansku reprezentaciju igrao je od 2002. do 2010. godine. Za japansku reprezentaciju odigrao je 53 utakmica postigavši 7 pogodaka.
S japanskom reprezentacijom Mitsuo Ogasawara igrao je na dva svjetska prvenstva (2002. i 2006.) dok je 2004. s Japanom osvojio AFC Azijski kup.

## Statistika
| Japan  | Japan | Japan |
| Godina | Nas.  | Gol.  |
| ------ | ----- | ----- |
| 2002.  | 8     | 0     |
| 2003.  | 8     | 0     |
| 2004.  | 12    | 2     |
| 2005.  | 15    | 4     |
| 2006.  | 10    | 1     |
| 2007.  | 0     | 0     |
| 2008.  | 0     | 0     |
| 2009.  | 0     | 0     |
| 2010.  | 2     | 0     |
| Ukupno | 53    | 7     |

## Vanjske poveznice
- National Football Teams
- Japan National Football Team Database